# Parti de la liberté et de la justice (Russie)
Pour les articles homonymes, voir Parti de la liberté et de la justice.
Le Parti de la liberté et de la justice (russe : Российская партия свободы и справедливости, Rossiyskaya partiya svobody i spravedlivosti, RPSS) est un parti politique russe, créé et enregistré en 2012 sous le nom de Parti communiste de la justice sociale.
Le parti est créé avec la participation du chef de file du Parti démocratique de Russie Andreï Bogdanov.

## Historique
Lors des élections de 2013 à Volgograd, le parti rassemble 5,04 % des suffrages (9 055 votes), dépassant le seuil de 5 %, et remporte un siège au conseil municipal de Volgograd.
En 2014, Andreï Bogdanov devient chef du parti, succédant ainsi à Iouri Morozov. Andreï Brejnev, petit-fils du Secrétaire général du Parti communiste de l'Union Soviétique Léonid Brejnev, est élu premier secrétaire du comité central du parti. En cette année d'élection, Andreï Brejnev est candidat aux élections parlementaires de Crimée et de Sébastopol, sous contrôle russe depuis peu, mais le parti n'obtient aucun siège,.
En avril 2021, le parti est rebaptisé Parti russe de la liberté et de la justice. Konstantin Rykov devient le président du parti et Maksim Chevtchenko (en) en est devenu le chef.

## Critiques
Selon le Parti communiste de la fédération de Russie (KPRF), le Parti communiste de la justice sociale serait une invention du Kremlin et du parti Russie unie de Vladimir Poutine dont le seul but serait de faire perdre des voix au KPRF au profit du PCUS. L'abréviation de l'appellation « Parti communiste de la justice sociale » PCUS est similaire à la version abrégée du nom du Parti communiste de l'Union soviétique,.

## Anciens logos

Parti communiste de la justice sociale (2012-2017).
Parti communiste de la justice sociale (2017-2021).